# Museo della matematica
Il Museo della Matematica del Comune di Roma I Racconti di Numeria è nato nel 1999 ed è stato il primo museo voluto e gestito dalla  Sovrintendenza Capitolina ai Beni Culturali.
La sede del museo dovrebbe in teoria essere l'edificio di Villa Sciarra denominato "il Castelletto", chiuso, inagibile e in attesa di restauro. Le conferenze e gli incontri organizzati dal museo vengono svolti presso il Dipartimento di Matematica dell'Università degli studi di Roma "La Sapienza", dove il museo è nato e dove è stato a lungo ospitato.